# 小杉御殿町
小杉御殿町（こすぎごてんちょう）は、川崎市中原区の町名。現行行政地名は小杉御殿町1丁目及び小杉御殿町2丁目。住居表示未実施区域。

## 地理
小杉御殿町は、武蔵小杉駅の北、新丸子駅の西に位置する。東南側に武蔵小杉駅のある小杉町、東側に小杉陣屋町、西南で今井上町、西で上小田中及び宮内、北には等々力緑地のある等々力に接している。多摩川からも近い。また、町内を東西に中原街道が、町の西端を府中街道が貫通する。近年再開発が著しいいわゆる武蔵小杉エリアの一角であるが、全体的に住宅地で、特に駅から遠い北側の1丁目はいまだ道が非常に狭く入り組み、昔ながらの住宅地の面影を残す。幹線である中原街道も例外ではなく、歩道もない上に町の中央でクランク状に折れ曲がっている。クランク状の道は上野広小路など将軍が往来した道にあるものと同様である。

### 地価
住宅地の地価は、2024年（令和6年）7月1日時点の神奈川県地価調査によれば、小杉御殿町2丁目144番1の地点で59万5000円/m²となっている。

## 歴史

### 沿革
- 1943年（昭和18年）4月 - 小杉の一部を分離し、小杉御殿町を新設。川崎市小杉御殿町となる[7]。
- 1972年（昭和47年）4月1日 - 川崎市が政令指定都市に指定され、中原区が設立。川崎市中原区小杉御殿町となる。

### 町名の由来
町名の由来は、中原街道上にあった、将軍の宿泊地である小杉御殿がこの地にあったことから。現在は西明寺境内の跡地に碑が残るのみである。

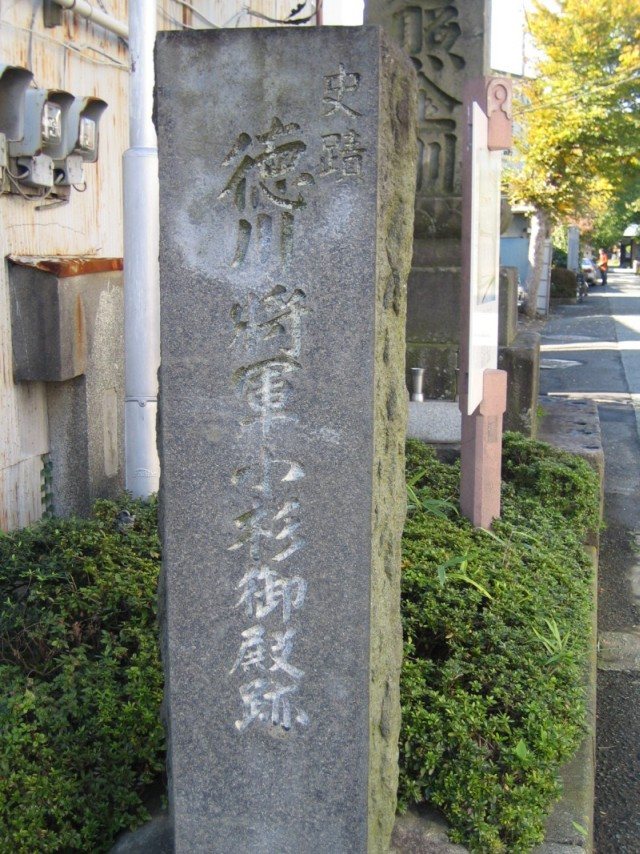
小杉御殿跡地の碑

### 小杉御殿
小杉御殿は、江戸時代初期に中原街道上に設置された本陣である。江戸時代初期にはまだ東海道は整備されておらず、中原街道が江戸と西方を結ぶ主要な街道であった。徳川家康も駿府との往復に用いたという。この地にはその将軍の宿泊地としての本陣が設けられており、これが小杉御殿である。中原街道がクランク状になった場所の西側、現在の西明寺の境内を含む場所にあった。

## 世帯数と人口
2025年（令和7年）6月30日現在（川崎市発表）の世帯数と人口は以下の通りである。
| 丁目            | 世帯数    | 人口    |
| --------------- | --------- | ------- |
| 小杉御殿町1丁目 | 1,020世帯 | 2,018人 |
| 小杉御殿町2丁目 | 2,651世帯 | 4,537人 |
| 計              | 3,671世帯 | 6,555人 |

### 人口の変遷
国勢調査による人口の推移。
| 年                 | 人口  |
| ------------------ | ----- |
| 1995年（平成7年）  | 5,348 |
| 2000年（平成12年） | 5,355 |
| 2005年（平成17年） | 5,757 |
| 2010年（平成22年） | 5,754 |
| 2015年（平成27年） | 6,113 |
| 2020年（令和2年）  | 6,059 |

### 世帯数の変遷
国勢調査による世帯数の推移。
| 年                 | 世帯数 |
| ------------------ | ------ |
| 1995年（平成7年）  | 2,392  |
| 2000年（平成12年） | 2,588  |
| 2005年（平成17年） | 2,893  |
| 2010年（平成22年） | 3,055  |
| 2015年（平成27年） | 3,162  |
| 2020年（令和2年）  | 3,185  |

## 学区
市立小・中学校に通う場合、学区は以下の通りとなる（2022年3月時点）。
| 丁目            | 番地 | 小学校             | 中学校             |
| --------------- | ---- | ------------------ | ------------------ |
| 小杉御殿町1丁目 | 全域 | 川崎市立中原小学校 | 川崎市立宮内中学校 |
| 小杉御殿町2丁目 | 全域 | 川崎市立中原小学校 | 川崎市立宮内中学校 |

## 事業所
2021年（令和3年）現在の経済センサス調査による事業所数と従業員数は以下の通りである。
| 丁目            | 事業所数 | 従業員数 |
| --------------- | -------- | -------- |
| 小杉御殿町1丁目 | 23事業所 | 143人    |
| 小杉御殿町2丁目 | 62事業所 | 799人    |
| 計              | 85事業所 | 942人    |

### 事業者数の変遷
経済センサスによる事業所数の推移。
| 年                 | 事業者数 |
| ------------------ | -------- |
| 2016年（平成28年） | 90       |
| 2021年（令和3年）  | 85       |

### 従業員数の変遷
経済センサスによる従業員数の推移。
| 年                 | 従業員数 |
| ------------------ | -------- |
| 2016年（平成28年） | 862      |
| 2021年（令和3年）  | 942      |

## 交通
町内に東急バス、川崎市営バスが運行している。

## 施設
- 中原警察署小杉交番
- 川崎市立中原小学校
- 小杉御殿町一丁目会館
- 川崎小杉郵便局
- 小杉御殿団地
- 西明寺
- 小杉神社
- 稲荷神社 - 小杉御殿御主殿跡と蔵屋敷跡にあたる。

## その他

### 日本郵便
- 郵便番号 : 211-0068[3]（集配局 : 中原郵便局[18]）

### 警察
町内の警察の管轄区域は以下の通りである。
| 丁目            | 番・番地等 | 警察署     | 交番・駐在所 |
| --------------- | ---------- | ---------- | ------------ |
| 小杉御殿町1丁目 | 全域       | 中原警察署 | 小杉交番     |
| 小杉御殿町2丁目 | 全域       | 中原警察署 | 小杉交番     |